# FA Cup 1902/1903
Třicátý druhý ročník FA Cupu (anglického poháru), který se konal od 20. září 1902 do 18. dubna 1903. Celkem turnaj hrálo 32 klubů.
Trofej získal klub Bury FC, který ve finále porazil Derby County FC 6:0 a získal tak podruhé pohár.